# Сви ме воле док ме не упознају
„Сви ме воле док ме не упознају“ је први соло албум Анте Перковићa.